# Obuchowicze
Obuchowicze (biał. Абуховічы) – wieś na Białorusi, położona w obwodzie grodzieńskim w rejonie grodzieńskim w sielsowiecie obuchowskim przy drodze z Grodna do Skidla.

## Historia
Nazwa pochodzi od nazwiska zasadźcy, bojara Obuchowicza. Pierwsza wzmianka pochodzi z 1560, wieś stanowiła wówczas własność Obuchowiczów herbu Jasieńczyk III, czyli „klucz rozdarty”, będących szlachtą zaściankową.
Dawniej okolica szlachecka w województwie trockim Rzeczypospolitej Obojga Narodów. W czasach zaborów w granicach Imperium Rosyjskiego, w guberni grodzieńskiej. W latach 1921–1939 wieś leżała w Polsce, w województwie białostockim, w powiecie grodzieńskim, w gminie Żydomla.
Według Powszechnego Spisu Ludności z 1921 roku zamieszkiwało tu 351 osób, 328 było wyznania rzymskokatolickiego, 23 prawosławnego. Jednocześnie 344 mieszkańców zadeklarowało polską przynależność narodową a 7 białoruską. Było tu 72 budynków mieszkalnych.
Miejscowość należała do parafii prawosławnej w Skidlu i rzymskokatolickiej w Kozłowiczach. Podlegała pod Sąd Grodzki w Skidlu Okręgowy w Grodnie; właściwy urząd pocztowy mieścił się w Żydomli.
W wyniku napaści ZSRR na Polskę we wrześniu 1939 miejscowość znalazła się pod okupacją sowiecką. 2 listopada została włączona do Białoruskiej SRR. 4 grudnia 1939 włączona do nowo utworzonego obwodu białostockiego. Od czerwca 1941 roku pod okupacją niemiecką. 22 lipca 1941 r. włączona w skład okręgu białostockiego III Rzeszy. W 1944 miejscowość została ponownie zajęta przez wojska sowieckie i włączona do obwodu grodzieńskiego Białoruskiej SRR.
Od 1991 wchodzi w skład Białorusi.